# Tierra Blanca (Guanajuato)
Tierra Blanca è un comune dello stato di Guanajuato, nel Messico centrale, il cui capoluogo è l'omonima località.
La municipalità conta 18.175 abitanti (2010) e copre una superficie di 410,482 km².